# Prosopocoilus dentifer dentifer
Prosopocoilus dentifer dentifer es una subespecie de coleóptero de la familia Lucanidae.

## Distribución geográfica
Habita en Nepal y la India.